# Coalició Republicano-Socialista
La Coalició Republicano-Socialista o Coalició Republicana Federal-Socialista va ser l'entesa electoral dels partits d'esquerra de les Illes Balears per presentar-se a les eleccions generals espanyoles de juny de 1931, d'acord amb el plantejament que a nivell estatal va fer la Conjunció Republicano-Socialista.
La coalició estava formada pel Partit Republicà Federal de Mallorca i el Partit Socialista Obrer Espanyol. A banda de la coalició d'esquerres, es presentà la Dreta Republicana Regional (integrada per regionalistes, conservadors i mauristes), la Dreta Republicana Liberal (republicans de centre seguidors del financer Joan March i Ordinas). Sortiren elegits els cinc candidats presentats per la coalició d'esquerres (Alexandre Jaume, Francesc Julià, Manuel Azaña, Teodor Canet i Gabriel Alomar) i dos de la Dreta Republicana Liberal (Joan March i Lluís Alemany).
Les esquerres guanyaren a Ciutat, Manacor, Felanitx, Llucmajor, Alaró, Montuïri, Calvià, Son Servera, Búger, Santa Eugènia i Maria de la Salut, a la resta de municipis de Mallorca guanyaren les dretes. De fet, Joan March i la seva coalició va obtenir majoria de vots als pobles de Mallorca i Eivissa, i va ser ell mateix el que garantí el triomf de la coalició d'esquerra, dividint el vot conservador i fent valer la seva xarxa caciquista.